# Barretina
La barretina è un tipico cappello della Catalogna. 
Normalmente presenta colori vivi e rossicci, con una striscia nera nel bordo inferiore che permette indossarlo in testa; questo peculiare cappello è stato usato dalle sue genti come complemento dei vestimenti tipici del paese, i campagnoli la facevano servire molto nei giorni di freddo. Alcune sono più allungate, vengono addirittura piegate per la sua lunghezza, con l'estensione del suo uso ad altre terre come il confinante paese valenciano e diventato un simbolo di lotta del popolo con allusione a idee repubblicane e liberali, finalmente nella proclamazione della repubblica spagnola diventò simbolo della stessa.